# 音羽町 (名古屋市)
音羽町（おとはちょう）は、愛知県名古屋市中区の地名。

## 歴史

### 沿革
- 1878年（明治11年）12月20日 - 東片町を改称し、名古屋区音羽町となる[1]。
- 1889年（明治22年）10月1日 - 名古屋市成立に伴い、同市音羽町となる[4]。
- 1908年（明治41年）4月1日 - 中区成立に伴い、同区音羽町となる[1]。
- 1913年（大正2年）1月23日 - 同町所在の旭廓の失火により、72戸が焼失[5]。
- 1969年（昭和44年）10月21日 - 住居表示実施に伴い、大須一丁目および同二丁目に編入され消滅[1]。

## 施設
- 旭郭[6]